# 気体反応の法則
気体反応の法則（きたいはんのうのほうそく、英: law of combining volumes）は、2種以上の気体が関与する化学反応について、反応で消費あるいは生成した各気体の体積には同じ圧力、同じ温度のもとで簡単な整数比が成り立つという法則である。1808年にジョセフ・ルイ・ゲイ＝リュサックによって発表された。
法則の和名が現象に則さないため、近年では反応体積比の法則への名称変更が提唱されている。

## 概要
例えば、水素と酸素が反応して水蒸気ができる場合、これらの体積の間に
[反応で消費される水素] : [反応で消費される酸素] : [反応で生成する水蒸気] = 2 : 1 : 2
という関係が成立する。これは現在知られている化学反応式
2H2 + O2 → 2H2O
の係数に対応している。
同様に、水素と窒素が反応してアンモニアができる場合、
[反応で消費される水素] : [反応で消費される窒素] : [反応で生成するアンモニア] = 3 : 1 : 2
という関係が成立する。これもやはり、化学反応式
3H2 + N2 → 2NH3
の係数に対応している。
この法則はジョン・ドルトンの原子論を支持するものと考えられたが、当のドルトンはこの法則を認めなかったという。これは、ドルトンが化合物に含まれる原子の数は基本的に1つずつであると考えており、その考えと矛盾が生じたためであるという。
イェンス・ベルセリウスは、この法則の体積比が各化合物の粒子の数の比と対応していることを見いだし、多くの化合物の組成式を推定し、さらにそこから原子量を推定した。ベルセリウスの考えに従うと同じ圧力、同じ温度、同じ体積の気体には同じ数の粒子が含まれるということになる。しかし当時は水素や酸素は原子1個からなると考えられていたため、これをあらゆる気体に適用するならば、水素原子2個、酸素原子1個から水分子2個が生成しなければならず、原子の数に矛盾が発生してしまう。
この矛盾を解消したのは、1811年にアメデオ・アヴォガドロが提案した、水素や酸素が2つの原子が結合した分子からなるという分子説であるが、これが受け入れられたのは、その発表から50年も経ってからであった。